# Vasco Graça Moura
Vasco Navarro da Graça Moura (ur. 3 stycznia 1942 w Porto, zm. 27 kwietnia 2014 w Lizbonie) – portugalski pisarz, poeta i tłumacz, działacz kulturalny i polityk, od 1999 do 2009 poseł do Parlamentu Europejskiego.

## Życiorys
W 1966 uzyskał magisterium z prawa na Uniwersytecie Lizbońskim, po czym praktykował jako adwokat (do 1983). W 1963 rozpoczął karierę pisarską. Był związany z mediami, pełnił m.in. obowiązki dyrektora jednego z kanałów radia i telewizji (1978).
Po upadku reżimu Marcela Caetano zaangażował się w działalność polityczną. Był członkiem komisji ds. administracji rady miejskiej w Porto (1974–1975), a później deputowanym rady miejskiej w Santarém. W 1975 uzyskał mandat posła do Zgromadzenia Republiki, którego jednak nie objął. Przez krótki okres sprawował funkcję sekretarza stanu ds. zabezpieczenia społecznego oraz repatriantów w rządach tymczasowych (1975).
W 1988 został powołany przez rząd na komisarza Portugalii ds. światowej wystawy światowej Expo 1992 w Sewilli. W tym samym roku uzyskał nominację na komisarza generalnego ds. upamiętnienia wielkich odkryć portugalskich (obie funkcje pełnił odpowiednio do 1993 i do 1995). Przejściowo był związany z fundacją Fundação Calouste Gulbenkian jako dyrektor ds. usług (1996).
W 1999 wybrano go do Parlamentu Europejskiego z ramienia Partii Socjaldemokratycznej. Pięć lat później uzyskał reelekcję. Zasiadał w grupie Europejskiej Partii Ludowej i Europejskich Demokratów, w VI kadencji był wiceprzewodniczącym Komisji Kultury, Młodzieży, Edukacji, Mediów i Sportu. W 2009 nie ubiegał się o reelekcję. Był współautorem i pierwszym sygnatariuszem protestu przeciwko reformie ortografii języka portugalskiego, którą od 2008 podpisało ponad 110 tys. obywateli.
Był członkiem władz fundacji Fundação Luso-Americana (1983–1999) oraz Casa de Mateus. Odznaczony orderami: Infanta Henryka (Portugalia, 2010 – Krzyż Wielki), Świętego Jakuba od Miecza (Portugalia, 1983 – Krzyż Oficerski, 2014 – Krzyż Wielki), Rio Branco (Brazylia, 1989 – Krzyż Oficerski) oraz Zasługi dla Kultury (Brazylia,  2004 – Krzyż Wielki).
Zmarł 27 kwietnia 2014 w szpitalu w Lizbonie.

## Wybrane publikacje
Poezja
- Modo Mudando (1963)
- O Mês de Dezembro e Outros Poemas (1976)
- A Sombra das Figuras (1985)
- Sonetos Familiares (1994)
- Uma Carta no Inverno (1997)
- Testamento de VGM (2001)
- Antologia dos Sessenta Anos (2002)

Eseje
- Luís de Camões: Alguns Desafios (1980)
- Camões e a Divina Proporção (1985)
- Sobre Camões, Gândavo e Outras Personagens (2000)

Powieści
- Quatro Últimas Canções (1987)
- A Morte de Ninguém (1998)
- Meu Amor, Era de Noite (2001)
- Enigma de Zulmira (2002)

Dzienniki
- Circunstâncias Vividas (1995)
- Contra Bernardo Soares e Outras Observações (1999)

Tłumaczenia
- Fedra (Jean Baptiste Racine)
- Andromaca (Jean Baptiste Racine)
- Berenice (Jean Baptiste Racine)
- O Cid (Pierre Corneille)
- A Divina Comédia (Dante Alighieri)
- Cyrano de Bergerac (Edmond Rostand)
- O misantropo (Molière)
- Sonetos (William Shakespeare)